# Sint-Pieters-Leeuw
La localidad de Sint-Pieters-Leeuw (francés Leeuw-Saint-Pierre) es un municipio de habla neerlandesa localizado en Bélgica, situado en la provincia de Brabante Flamenco (Flandes).
El municipio comprende las localidades de Oudenaken, Ruisbroek, Sint-Laureins-Berchem, Sint-Pieters-Leeuw (que es la localidad de este artículo) y Vlezenbeek. El 1 de enero de 2018 Sint-Pieters-Leeuw tenía una población total de 34.038. La superficie total es de 40,38 km ², que da una densidad de población de 843 habitantes por km ².

## Demografía

### Evolución
Todos los datos históricos relativos al actual municipio, el siguiente gráfico refleja su evolución demográfica, incluyendo municipios después de efectuada la fusión el 1 de enero de 1977.
| Gráfica de evolución demográfica de Sint-Pieters-Leeuw entre 1846 y 2020 |
|                                                                          |

## Ciudades Hermanadas
- Altenahr
- Someren

- Datos: Q688790
- Multimedia: Sint-Pieters-Leeuw / Q688790